# ماريا جوزيه من البرتغال
انفانتا ماريا جوزيه من البرتغال (19 مارس 1857 - 11 مارس 1943)، هي دوقة في بافاريا بزواجها من كارل تيودور، دوق في بافاريا شقيق الأصغر لـ إمبراطورة إليزابيث، هي أبنة الثالثة لـ ميغيل الأول ملك البرتغال وأديلايد من لوفنشتاين-فيرتهايم-روزنبرغ، وكذلك هي جدة ليوبولد الثالث ملك بلجيكا.

## أبناء
تزوجت ماريا جوزيه من كارل تيودور في 29 أبريل 1874، وانجبت له خمسة أبناء:-
- صوفي أدلهيد (1957-1875) تزوجت من هانس فيت زو تورينخ-يتنباخ.
- إليزابيث غابرييل (1965-1876) هي ملكة بلجيكا بزواجها من ألبير الأول ملك بلجيكا.
- ماري غابرييل (1912-1878) تزوجت من روبرشت، أمير بافاريا الوراثي.
- لودفيغ فيلهلم (1968-1884) دوق في بافاريا.
- فرانتس يوزف (1912-1888).